# Exoneura albolineata
Exoneura albolineata är en biart som beskrevs av Cockerell 1929. Exoneura albolineata ingår i släktet Exoneura och familjen långtungebin. Inga underarter finns listade i Catalogue of Life.

## Bildgalleri

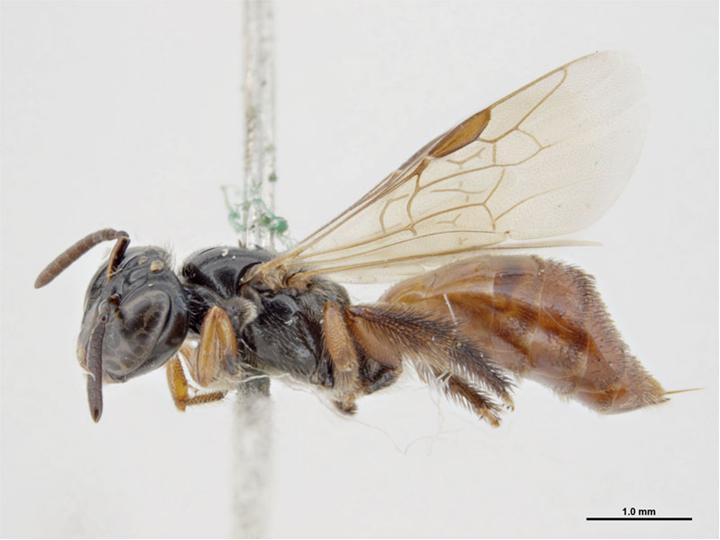